# Lola Karimova-Tillyaeva
Lola Islamovna Karimova (in russo Лола Каримова-Тилляева?; Tashkent, 3 luglio 1978) è una diplomatica uzbeka, filantropa, figlia più giovane dell'ex Presidente dell'Uzbekistan Islam Karimov, Rappresentante dell'Uzbekistan all'UNESCO dal 2007 al 2018.

## Biografia
Nata a Tashkent, all'epoca in Unione Sovietica, è la figlia più giovane di Islam Karimov, ex presidente dell'Uzbekistan, e di Tatyana Akbarovna Karimova. Ha una sorella maggiore, Gulnara Karimova.
Karimova-Tillyaeva ha conseguito la laurea e il master in diritto internazionale presso l'Università di economia mondiale e diplomazia di Tashkent, e successivamente ha ottenuto un dottorato in psicologia presso l'Università statale di Tashkent.  Nel gennaio 2008 è stata nominata al ruolo di delegata permanente dell'Uzbekistan presso l'UNESCO.
Nel luglio 2013, vari media hanno riferito che Karimova-Tillyaeva aveva acquistato una casa a Beverly Hills. Nel 2015 ha dato vita, con l'aiuto di un fondo americano, a The Harmonist, la prima Maison de Parfum ispirata ai cinque elementi del Feng Shui.
Il 2 febbraio 2018 ha lasciato l'incarico di Rappresentante dell'Uzbekistan presso l'UNESCO. Il 6 marzo 2018, Lola Karimova-Tillaeva si è dimessa da presidente della Federazione di ginnastica dell'Uzbekistan.

### Interessi commerciali
Nel 2011 è entrata nella lista della rivista Bilan dei 300 residenti più ricchi della Svizzera e che la fortuna complessiva delle sorelle Karimova ammontava a 1 miliardo di dollari. La famiglia Tillyaev ha denunciato la rivista Bilan.
Nel luglio 2013, vari media hanno riferito che Karimova-Tillyaeva aveva acquistato una casa a Beverly Hills.
In una intervista alla BBC del settembre 2013, Karimova-Tillyaeva ha affermato che suo marito, Timur Tillyaev, ha una partecipazione in una società di commercio e trasporti e che non è mai stato coinvolto in appalti pubblici, è stato associato a industrie di risorse nazionali come il gas o il cotone e non gode esenzioni fiscali o situazioni di monopolio. Ha anche dichiarato di non essere stata in contatto con sua sorella Gulnara per 12 anni e che "non ci sono relazioni familiari o amichevoli tra di noi... Siamo persone completamente diverse".
Nella sua intervista alla BBC, Lola Karimova-Tillyaeva si è detta sorpresa di vedere i dati del 2011 pubblicati da Bilan riguardo alla sua ricchezza. Ha detto che le cifre suggerite dalla stampa erano "lontane dalla realtà".
In un elenco annuale dei residenti più ricchi della Svizzera pubblicato da Bilan nel novembre 2013, il patrimonio di Timur Tillyaev e Lola Karimova-Tillyaeva era stimato tra i 100 e i 200 milioni di dollari. Le stesse cifre sono state citate da Bilan anche nel 2014.
Nel 2017, European Investigative Collaborations e Mediapart hanno rivelato che Karimova-Tillyaeva aveva più di 127 milioni di euro in conti bancari offshore in Svizzera e negli Emirati Arabi Uniti.

### Opere di beneficenza
Lola Karimova-Tillyaeva è un'attivista nel sostenere le persone nel loro percorso per trovare un maggiore benessere. Nel 2020, con il suo nome d'artista Lola Till, ha scritto e pubblicato la guida alla cura di sé Be Your Own Harmonist. Il libro è dedicato al progresso delle conoscenze sul benessere e all'educazione del lettore sull'interazione tra salute fisica, emotiva e mentale.
Dirige due organizzazioni di beneficenza in Uzbekistan, che aiutano bambini orfani e bambini con disabilità. La Fondazione You are not Alone è stata istituita da Karimova-Tillyaeva nel 2002 per fornire assistenza agli orfanotrofi e ai bambini lasciati senza cure in Uzbekistan. Due anni dopo, ha fondato il Centro nazionale per l'adattamento sociale dei bambini, un'organizzazione di beneficenza che fornisce assistenza medica ed educativa ai bambini con disabilità.

## Vita privata
Sposata con l'uomo d'affari Timur Tillyaev. Hanno tre figli.